# Mullion
Mullion (AFI ['mʌljən]) és una població a la costa sud de Cornualla, a la Gran Bretanya. És a la península de Lizard, a uns 8 km al sud de Helston.
Al davant, a uns 800 m de la costa, té un illot deshabitat anomenat illot de Mullion, que és una zona protegida de nidificació d'ocells.